# Роналд ван дер Гілст
Роналд ван дер Гілст (нід. Ronald van der Hilst; 1965) — нідерландський художник і ландшафтний архітектор. Мешкає і працює в Антверпені.

## Біографія
Народився 1965 року. У 1985—1986 роках навчався в Академії мистецтва та дизайну Св. Йоста в Бреді. У 1988—1993 роках вивчав ландшафтний дизайн в Арнемі в Університеті прикладних наук Ван Галл Ларенстайн. 1993 року переїхав до Антверпена. Спочатку працював здебільшого над дизайном садів і ландшафтних проєктів, окрім цього писав статті для журналів. 1995 року розпочав практику ландшафтного дизайнера в Антверпені. 
Постійною темою в його творчості є тюльпан. Як пристрасний любитель квітів з раннього дитинства, був зворушений історією про те, як тюльпан подолав шлях з Центральної Азії через Стамбул до Антверпена 1562 року, де він потрапив до Європи за 30 років до того, як вперше з'явились тюльпани в Амстердамі. 2005 року почав займатися предметним дизайном. Колекція предметів дизайну на тему тюльпанів художника включає кришталеву вазу «Bulbe» («Цибулина») для фабрик Val Saint Lambert та Mobach Ceramics, вручну розписану плитку для Ceramica Bardelli, та підлогу для Xilo1934. Ваза «Bulbe» увійшла до колекції тюльпанових ваз королеви Нідерландів Беатрікс, яку вона отримала як офіційний подарунок від міста Антверпен з нагоди державного візиту до Бельгії. Також вази для тюльпанів виставлялися у Національному музеї Пале-Гет-Лоо та Державному музеї Амстердама. 
З 2006 року завдяки виставці, організованій у всіх офіційних міських музеях, почав співпрацювати з іншими дизайнерами у результаті чого були створені розписи тюльпанів на одязі, стінах, рельєфах, скульптурах, виготовлені прикраси, світильники, ілюстрації та листівки на тему тюльпанів. Ван дер Гілст зробив тюльпан частиною проєкту історичного саду будинку Рубенса, музею Плантена-Моретуса (Світова спадщина ЮНЕСКО), замку Ден Брандт і садів Калмтгаут Арботерум у Бельгії. 2011 року для Міжнародної садової виставки спроєктував тюльпановий павільйон для антверпенського стенда.

## Проєкти

### Дизайн
Ваза «Bulbe»· Ваза виготовлена із кришталю заввишки 50см для Val Saint-Lambert. Льєж. 2005.
Розписана вручну плитка для Ceramica Bardelli. Італійська фабрика Ceramica Bardelli, виробник авторської керамічної плитки, була створена 1962 року. Колекції: 
- Tuli-Art. Велике декоративне панно з керамічної плитки, повністю виконане вручну в трьох колірних варіантах на білому глянцевому тлі і на розписаному вручну фоні з шовковим ефектом, на плитці формату 20х20см. Композиція з 96 штук. Мілан, 2009.
- Tuli-Pop 1. Серія складається з 1 комплекту (24 плитки), повністю виконаного вручну на білому глянцевому тлі (Bianco Extra) формату 20х20см. Мілан, 2009.
- Tuli-Pop 2. Серія складається з 1 комплекту (24 плитки), повністю виконаного вручну на чорному, розписаному вручну фоні з ефектом шовку (Seta Nero) формату 20х20см. Мілан, 2009.
- Tuli-Charme. Чотири декоративні чорно-білі сюжети різних розмірів, повністю виконані вручну на глянцевому фоні (Bianco Extra) формату 20х20см. Мілан, 2009.
- Tuli-Poni. Три декоративні сюжети різних розмірів, повністю виконані вручну на глянцевому фоні (Bianco Extra) формату 20х20см. Мілан, 2009.
- Tulipani. Квітковий набір, що складається із 5 декорованих сюжетів, повністю виконаних вручну в 3 колірних варіантах у форматі 20х100см. Серія доповнюється відповідною фоновою плиткою у тому ж форматі і двома спеціальними деталями: плиткою 20х20см для використання як бази і облицювальним бордюром «clever» формату 1х20см. Всі елементи виконані вручну і мають матову обробку. Мілан, 2009.
- Tuli-Tuli. Серія складається з 2 комплектів (12 плитки), повністю виконаних вручну на білому глянцевому тлі (Bianco Extra) формату 20х20см.

Тюльпанова підлога для Xilo1934. Мілан, 2014.

### Ландшафтна архітектура
Тюльпанові сади
- Сад музею Плантена-Моретуса (Світова спадщина ЮНЕСКО). Антверпен, 2006.
- Тюльпановий сад «Falling Drop». Котен, 2010.
- Ботанічний сад Арботерум Калмтгаут. Калмтгаут, 2012.